# Quo graviora mala
Quo graviora mala je papeška bula, ki jo je napisal papež Leon XII. leta 1825.
S to bulo je papež ponovno obsodil prostozidarstvo, čemur je sledilo preganjanje prostozidarjev v Španiji (obesili so sedem prostozidarjev).